# Смъртта на Чарлз Огъст Милвъртън
„Смъртта на Чарлз Огъст Милвъртън“, преведен на български още като „Чарлс Огъстъс Милвъртън“ и „Шерлок Холмс престъпник“ (на английски: The Adventure of Charles Augustus Milverton) е разказ на писателя Артър Конан Дойл за известния детектив Шерлок Холмс. Включен е в сборника с разкази „Завръщането на Шерлок Холмс“, публикуван през 1904 година.

## Сюжет
Внимание:  Текстът по-долу разкрива сюжета на произведението (или части от него)!
Към Шерлок Холмс се обръща лейди Ива Брейсуел, която е станала жертва на „царя на изнудвачите“ – Чарлз Огъст Милвъртън. В навечерието на сватбата на Ива Милвъртън ѝ показва някои „необмислени“ писма, които тя е писала до известен земевладелец, и ѝ поисква непосилен откуп. Милвъртън я заплашва, че в противен случай ще изпрати компрометиращите писма на младоженеца, като по този начин ще развали предстоящата сватба. В квартирата на Бейкър Стрийт при лична среща с Милвъртън, в присъствието на Уотсън, Холмс не успява да смекчи условията на изнудвача. Освен това, раздразнен от циничното самохвалство на Милвъртън, Холмс почти се нахвърля върху него.
Тъй като всички законови възможности за справяне с изнудвача са изчерпани, Холмс решава да влезе в къщата и да открадне от Милвъртън компрометиращите писма. Уотсън, след известно колебание, подкрепя идеята на своя приятел и помага на Холмс. Веднъж влезли през нощта в къщата на изнудвача, Холмс и Уотсън случайно присъстват на среща на Милвъртън с една дама, която първоначално се представя за служителка, искаща да продаде някои уличаващи любовни писма. Впоследствие се оказва, че тази жена е една от жертвите на изнудване от Милвъртън, която в резултат на огласяване на компрометиращи факти е останала вдовица. Дамата заявява, че ще спаси всички жертви на Милвъртън и хладнокръвно го застрелва с пистолет. При вдигналата се тревога Холмс и Уотсън много трудно успяват да избягат от преследването от слугите на Милвъртън. Все пак Холмс успява да изхвърли в горящата камина всички уличаващи писма, съхранявани в сейфа на изнудвача.
На следващия ден Холмс категорично отказва на полицейския инспектор Лестрейд всякакво съдействие в разследването на убийството на Милвъртън. Същия ден Холмс води Уотсън в магазин, където са изложени снимките на „всички знаменитости на деня и всепризнати красавици“. Сред тях Уотсън познава дамата, която е убила Милвъртън – тя е била съпруга на велик държавник от Обединеното кралство.

## Адаптации
Разказът е адаптиран за телевизия в сериала на Би Би Си от 1965 г., с Дъглас Уилмър в ролята на Холмс и Бари Джоунс като Милвъртън.
Екранизиран е също през 1980 г. в СССР с участието на Василий Ливанов в ролята на Холмс, Виталий Соломин като Уотсън и Борис Ръйжухин като Милвъртън.